# Gliwicki Magazyn Kulturalny
Gliwicki Magazyn Kulturalny – miesięcznik, który był wydawany od lutego 1995 roku do czerwca 2015 roku. Pierwszym wydawcą pisma był Miejski Ośrodek Kultury w Gliwicach, później rolę tę przejął Gliwicki Teatr Muzyczny.
Podstawowym celem pisma, zwanego popularnie „informatorem kulturalnym”, była informacja o artystycznych wydarzeniach miesiąca. Stąd poważną część jego objętości zajmowały zapowiedzi lokalnych imprez artystycznych. Poza nimi redakcja zamieszczała również materiały publicystyczne, takie jak wywiady lub artykuły o ciekawych miejscach i postaciach gliwickiej kultury oraz eseje historyczne, w których przedstawiane były wybrane wydarzenia z barwnej i wielowątkowej historii miasta.
Od 2002 roku „Gliwicki Magazyn Kulturalny” poszerzony został o dodatek „Sport w Gliwicach”, a dwa lata później znalazła się w nim również stała rubryka turystyczna, prezentująca lokalne oraz regionalne zabytki i miejsca warte obejrzenia wraz z praktycznymi informacjami dotyczącymi ich zwiedzania.
Było to pismo bezpłatne, które było dostępne na początku każdego miesiąca w Gliwickim Teatrze Muzycznym, gliwickich księgarniach, kinach, klubach, kawiarniach itp., a także w centrach handlowych Gliwic i Zabrza. Ostatni numer ukazał się w czerwcu 2014 roku. Następcą czasopisma został dwumiesięcznik „Magazyn GTM”, jego pierwszy numer ukazał się we wrześniu 2014 roku; czasopismo to również przestało się ukazywać.